# Onde Você Estiver
Onde Você Estiver é o álbum de estréia da banda carioca Seu Cuca, lançado em 2003 pelo selo Seven Music, pertencente à Sony Music. O videoclipe de sua faixa-título, "Onde Você Estiver", ficou por 60 semanas entre as mais pedidas do canal Multishow e rendeu à banda uma indicação na categoria Grupo Revelação, do Prêmio Multishow de Música Brasileira.

## Faixas
1. Impossível
2. Onde Você Estiver
3. Pra Te Ver
4. Craig
5. Não Há
6. Espera
7. Forrock do Seu Cuca / Sebastiana
8. Você Pode
9. Três Semanas
10. Dez
11. Indo Embora
12. Só Você
13. Sinuca de Bico
14. Sinistro